# Enterocola pterophora
Enterocola pterophora is een eenoogkreeftjessoort uit de familie van de Enteropsidae. De wetenschappelijke naam van de soort is voor het eerst geldig gepubliceerd in 1909 door Chatton & Brément.